# QSW-06
La QSW-06 (cinese: 微声手枪, 2006; letteralmente "pistola silenziata, 2006") è una pistola semiautomatica dotata di silenziatore utilizzata esclusivamente dall'Esercito Popolare di Liberazione cinese e da vari dipartimenti di polizia cinesi. La QSW-06 è basata sulla QSZ-92 (pistola di servizio semi-automatica) ed è progettata per rimpiazzare la QSW-67.